# Cordes
Cordes is een dorp in de Belgische provincie Henegouwen, en een deelgemeente van de Waalse gemeente Frasnes-lez-Anvaing.
Cordes was een zelfstandige gemeente, tot die bij de gemeentelijke herindeling van 1977 toegevoegd werd aan de gemeente Frasnes-lez-Anvaing.

## Bezienswaardigheden
- De Sint-Joriskerk (Église Saint-Georges) heeft een romaans schip in natuursteen uit de 11e eeuw en een 18e-eeuws bakstenen koor.

## Natuur en landschap
Cordes ligt op een hoogte van 33 meter.

## Demografische ontwikkeling
- Bronnen:NIS, Opm:1831 tot en met 1970=volkstellingen, 1976= inwoneraantal op 31 december

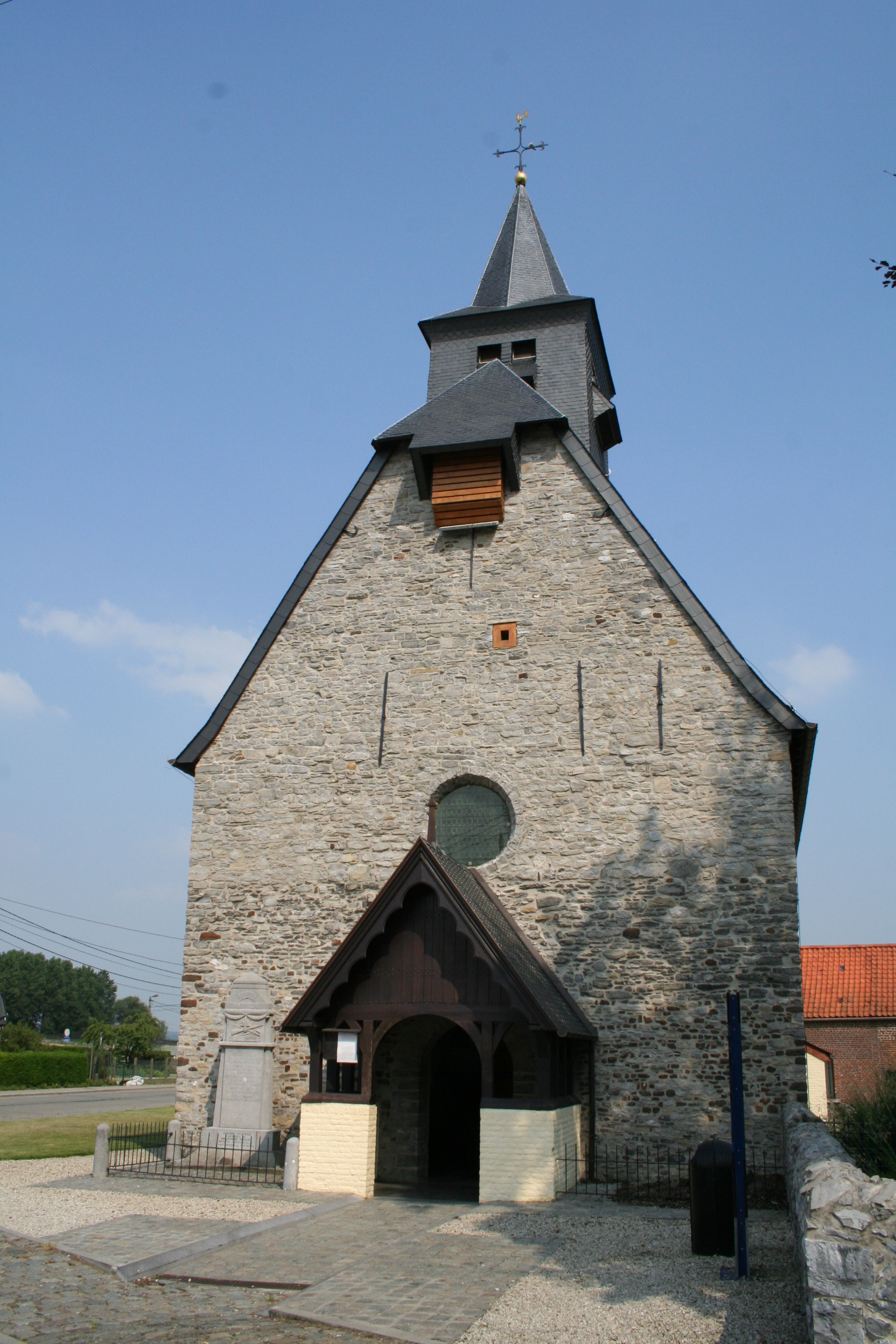
de Sint-Joriskerk (XIIde eeuw).

## Nabijgelegen kernen
Arc, Anvaing, Forest, Velaines, Celles